# Chaureopa titirangiensis
Chaureopa titirangiensis är en snäckart som först beskrevs av Suter 1896.  Chaureopa titirangiensis ingår i släktet Chaureopa och familjen Charopidae. Inga underarter finns listade i Catalogue of Life.